# 咲别川
咲别川（日语：／）或马亚奇纳亚河（俄语：Река Маячная）是萨哈林州北库里尔斯克区占守岛的河流，源起湖山，长15公里，流域面积32.2平方公里，注入太平洋。